# Райхесберг, Наум Моисеевич
Наум Моисеевич Райхесберг (при рождении Нухим Мойше-Ойвидович Райхесберг — нем. Naum Reichesberg; 12 марта 1867, Кременец, Волынская губерния, Российская империя (ныне Тернопольская область, Украина) — 7 января 1928, Берн, Швейцария) — швейцарский экономист, статистик, педагог, профессор кафедры политической экономии Бернского университета. Доктор юридических наук.

## Биография
Сын журналиста Мойше-Ойвида Шмуль-Янкелевича Райхесберга (1843, Кременец — 1 сентября 1902, Одесса), кременецкого мещанина. Среди прочего, отец опубликовал «Пнэ-арие: Биография д-ра Швабахера» (Соч. М. Райхесберга. — Одесса: Тип. А.Дыхно, 1889. — 40 с.).
Окончил гимназию в Киеве. Участвовал в революционном движении. Социалист. От преследований царских властей бежал за границу в Австро-Венгрию.
Учился в университетах Вены, Берна и Берлина. В 1891 защитил докторскую диссертацию в Бернском университете.
В 1906—1928 годах — профессор экономики, статистики и социальной политики Бернского университета. В 1900—1928 годах — главный редактор швейцарского «Журнала экономики и социальной политики», в 1916—1928 годах — член правления экономического общества Берна.
Автор ряда трудов по рабочему законодательству и по вопросу о марксизме, социализме, анархизме и общественных движениях с применением данных социологии, основанных им на методах статистики, в качестве нового научного направления.
Некоторые его книги переведены на русский язык.

## Семья
Брат — Юлий Моисеевич Райхесберг, доктор философии Цюрихского университета, переводчик.

## Избранные сочинения
- «F. A. Lange als Nationalökonom» (1892);
- «Statistik und Gesellschaftswissenschaft» (1893)
  - Статистика и наука об обществе / Пер. с нем. А. Струве. — СПб. : ред. журн. «Образование», 1898. — [2], 131 с.
- Адольф Кетле. Его жизнь и научная деятельность: биогр. очерк д-ра Н. М. Райхесберга с портр. Адольфа Кетлэ, гравир. в Петербурге К. Адтом. — СПб: тип. Ю.Н. Эрлих, 1894. — 83 с.[6]
- «Sozialismus und Anarchismus» (1895);
- «Die Arbeiterfrage sonst und jetzt» (1897);
- «Die Soziologie, soziale Frage und der Rechtssozialismus» (1898);
- «Kampf gegen die Arbeitslosigkeit in der Schweiz» (1899);
- «Wesen und Ziele der modernen Arbeiterschutzgesetzgebung» (1899);
- «Der internationale Arbeiterschutzkongress in Paris» (1900);
- «Handwörterbuch der schweizerischen Volkswirtschaft» (1903);
- «Soziale Gesetzgebung und Statistik» (1904);
- «Scandinavian Colonialism and the Rise of Modernity»;
- «Социалистический вопрос на Западе» (Санкт-Петербург: изд. «Работник», 1905);
- «Экономика, управление бизнесом и социальная политика» (1928).

Поместил также несколько статей в журнале «Мир Божий».